# Caza Droide
Los cazas droides o droides buitre eran unos droides utilizados por el poderoso monopolio de la Federación de comercio y luego usados por los aliados separatistas en la saga de la Guerra de las Galaxias.
La Federación de Comercio le compró a la compañía Xi-Char Cathedral Factories una enorme cantidad de estos androides, que se alojaban en los cruceros Lucrehulk. Estos robots tenían dos formas en las cuales podían transformarse dependiendo de la situación de combate en la que estuviesen:
- Podían ser unos cazas de pequeño tamaño, con la capacidad de ir a grandes velocidades pro el espacio y derribar así otros cazas enemigos.

- También podían descender a tierra y transformarse en unos robots de enorme tamaño, que desintegraban con sus cañones gemelos a todo los que se le cruzasen en su camino o cumplir funciones de reconocimiento.

En la batalla de Naboo miles de cazas droides de la Federación lucharon en contra de los cazas estelares Naboo N-1, logrando derribar muchos. Pero los que más bajas causaron en los cazas de los Naboo fueron en realidad los cuadrilásers de la nave de control principal de la Federación de comercio.
Durante las Guerras Clon los cazas droides siguieron en uso y lucharon junto con los cazas estelares geonoosianos en contra de la República Galáctica y a favor de los ideales separatistas. Avanzada la guerra, Xi-Char fue comprada por la Tecno Unión, y está comenzó a fabricarlos de una manera más eficaz.
Eran apodados "droides buitre" porque se asemejaban a estos animales. Según se fueron produciendo por diversas industrias su color fue variando, del marrón clásico utilizado por la Federación, pasaron al azul y negro debido a que estos eran los colores de la CSI.
Durante el asedio al planeta Coruscant, cientos de estos androides protegieron a La Mano Invisible, una nave insignia del Ejército Separatista. Ciertas modificaciones permitieron que los cazas droides llevasen cuatro misiles cargados con droides abeja. Uno de estos disparó su carga, la cual se vació encima del caza del General Obi-Wan Kenobi. De inmediato, los pequeños droides dañaron todos los sistemas de esta, aunque Kenobi logró sobrevivir.
Los cazas droides también lucharon en el planeta Utapau para repeler las fuerzas de la República Galáctica y permitir así el escape del Consejo Separatista y del General Grievous, aunque este último fue asesinado más tarde por Obi-Wan.
Una vez finalizada la guerra, estos androides fueron desactivados y utilizados como chatarra.
- Datos: Q7495423